# Gundi Dietz
Gundi Dietz (* 1942 in Wien) ist eine österreichische Keramikkünstlerin.
Dietz studierte an der Universität für Angewandte Kunst in Wien und absolvierte bei Heinz Leinfellner die Meisterklasse für keramische Plastik sowie 1969/70 die Meisterklasse für Gestaltungslehre bei Herbert Tasquil. 1982 ließ sich Dietz zusätzlich in Berlin zur Maskenbildnerin ausbilden.
Die seit 1973 selbständig tätige Künstlerin erhielt 1982 den Förderungspreis des Landes Niederösterreich für Kunst, 1983 den Preis der Stadt Wien für Bildende Kunst und 1984/85 ein Romstipendium, welches ihr Gelegenheit zur Arbeit bei Federico Fellini gab. Dietz ist Mitglied der AIC – Académie Internationale de la Céramique, Genf. Sie erhielt 1993 die Silberne Ehrennadel des Landes Niederösterreich. 2001 wurde ihr der Berufstitel Professor verliehen.

## Werke

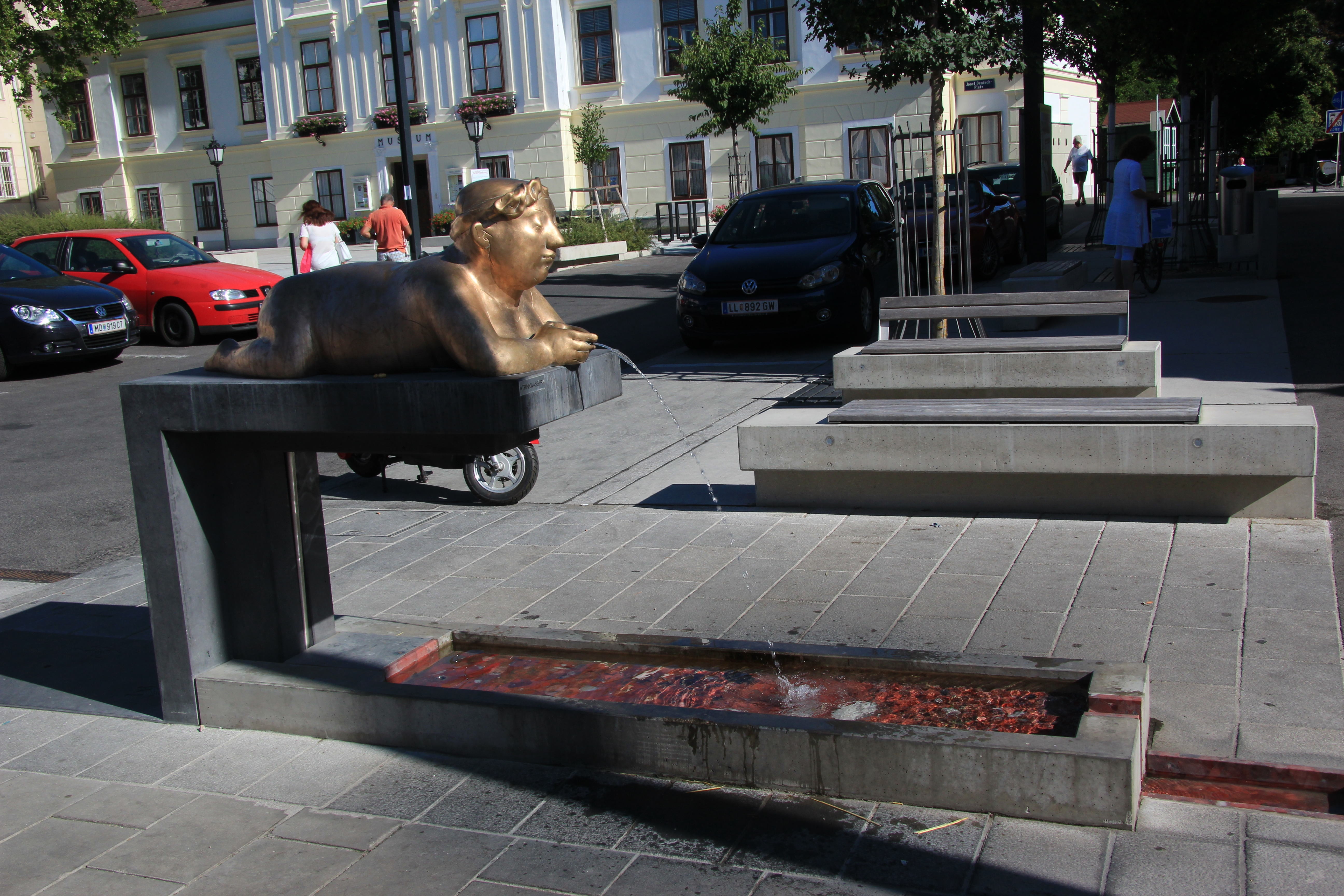
Brunnen am Deutschplatz in Mödling

- die Brunnennymphe Medilihha in Mödling[1]